# لیام کانینگهام
لیام کانینگهام (به انگلیسی: Liam Cunningham) بازیگر ایرلندی تئاتر و سینماست که بیشتر به خاطر ایفای نقش سِر داوس سیورث در سریال بازی تخت و تاج شناخته‌شده‌است. وی تاکنون در جشنواره‌های گوناگونی نامزد بهترین بازیگر شده‌است و همچنین برنده دو جایزه از جشنواره جایزه فیلم و تلویزیون ایرلندی شده‌است. او در سال ۲۰۲۰، در فهرست برترین بازیگران سینمای ایرلند در آیریش تایمز در رتبه ۳۶ قرار گرفت.

## زندگی شخصی

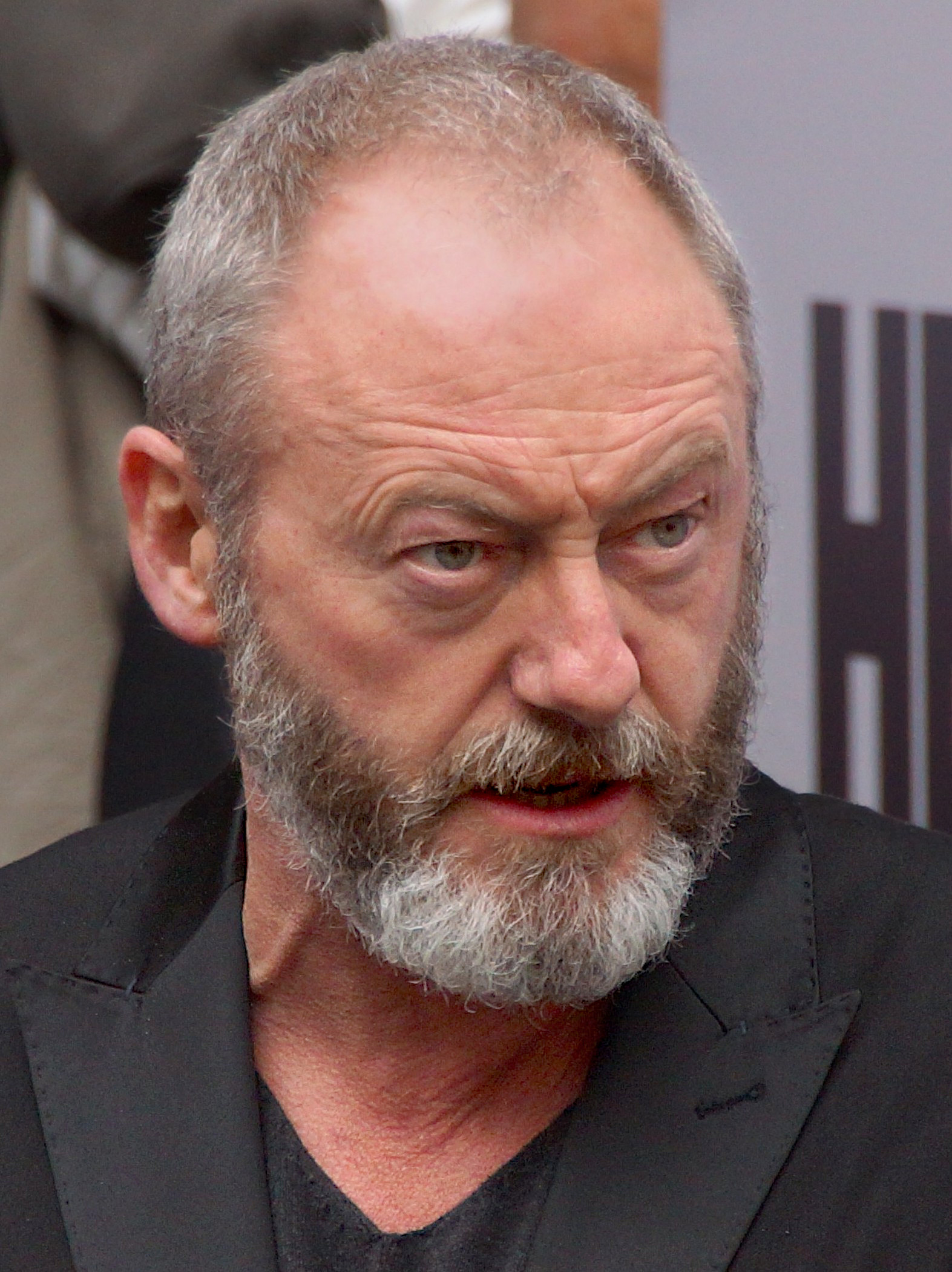
لیام کانینگهام در نمایش گیم اف ترونز

لیام کانینگهام در شهر دوبلین زاده شد. وی دارای سه خواهر و یک برادر است. خانواده وی کاتولیک هستند. کانینگهام در دوران دبیرستان بود که برای یافتن شغلی به دنبال حرفه برق رفت. وی به خاطر اینکه تکنیسین برق بود به مدت سه سال به کشور زیمبابوه رفت و در آنجا مشغول به کار بود. پس از بازگشت به ایرلند احساس کرد که از شغلش زیاد راضی نیست به همین خاطر به دنبال حرفه مورد علاقه‌اش یعنی بازیگری رفت. او ابتدا به کلاس‌های بازیگری رفت و سپس در تئاتر محلی شروع به بازی کرد.

وی هم‌اکنون با همسرش «کولت» در شهر دوبلین زندگی می‌کند. آنها سه فرزند دارند. دخترشان «الن» و دو پسرشان «لیام جونیور» و «شان» نام دارند.

## مواضع سیاسی
لیام کانینگهام  با استناد به تجربه تاریخی ایرلند که طی هفت قرن تحت استعمار امپراتوری بریتانیا قرار داشت، بر پایداری و مقاومت مردمی تأکید کرد. کانینگهام با بیان اینکه «ایرلند با وجود جمعیت کمتر و منابع محدود، سرانجام به استقلال دست یافت»، این رویداد را به عنوان الگویی برای مردم فلسطین در مبارزه با اشغالگران معرفی نمود.

## فیلم‌شناسی
سینما:
| نام فیلم                        | سال تولید | توضیحات    |
| ------------------------------- | --------- | ---------- |
| آخرین سفر دمتر                  | ۲۰۲۳      |            |
| خزانه                           | ۲۰۲۱      |            |
| ۲۴ ساعت تا زنده‌ماندن            | ۲۰۱۷      |            |
| تعقیب                           | ۲۰۱۵      |            |
| کودکی یک رهبر                   | ۲۰۱۵      |            |
| بریم شکار                       | ۲۰۱۴      |            |
| نوبل                            | ۲۰۱۴      |            |
| ایستگاه اعداد                   | ۲۰۱۳      |            |
| خانه امن                        | ۲۰۱۲      |            |
| اسب جنگی                        | ۲۰۱۱      |            |
| سکوت جوآن                       | ۲۰۱۱      |            |
| پروانه‌های سیاه                  | ۲۰۱۱      |            |
| نگهبان                          | ۲۰۱۱      |            |
| دزدی سیاه                       | ۲۰۱۱      | فیلم کوتاه |
| افشاگر                          | ۲۰۱۰      |            |
| برخورد تایتان‌ها                 | ۲۰۱۰      |            |
| سنچوریون                        | ۲۰۱۰      |            |
| هری براون                       | ۲۰۰۹      |            |
| پاداش پریر                      | ۲۰۰۹      |            |
| تورنمنت                         | ۲۰۰۹      |            |
| خون: آخرین خون‌آشام              | ۲۰۰۹      |            |
| مومیایی: مقبره امپراتور اژدها   | ۲۰۰۸      |            |
| پاریس سیاه                      | ۲۰۰۸      |            |
| گرسنگی                          | ۲۰۰۸      |            |
| فراری از واقعیت                 | ۲۰۰۸      |            |
| بادی که کشتزار جو را تکان می‌دهد | ۲۰۰۶      |            |
| صبحانه در پلوتون                | ۲۰۰۵      |            |
| آخرالزمان انجمن مردان           | ۲۰۰۵      |            |
| اسکروبک                         | ۲۰۰۴      | فیلم کوتاه |
| ورق باز                         | ۲۰۰۴      |            |
| مرد شیاد                        | ۲۰۰۳      |            |
| Mystics                         | ۲۰۰۳      |            |
| انجمن آدم‌ربایی                  | ۲۰۰۲      |            |
| سربازان سگی                     | ۲۰۰۲      |            |
| جزیره همسر نقشه‌کش               | ۲۰۰۱      |            |
| وحی                             | ۲۰۰۱      |            |
| وقتی آسمان فرومی‌ریزد            | ۲۰۰۰      |            |
| عشقی تکه‌شده                     | ۱۹۹۹      |            |
| افسانه سوئیتی بارت              | ۱۹۹۸      |            |
| The Life of Stuff               | ۱۹۹۷      |            |
| برادران دورتی                   | ۱۹۹۷      | فیلم کوتاه |
| جود                             | ۱۹۹۶      |            |
| اولین شوالیه                    | ۱۹۹۵      |            |
| یک شاهدخت کوچک                  | ۱۹۹۵      |            |
| نبرد تکمه‌ها                     | ۱۹۹۴      |            |
| جریان نهفته                     | ۱۹۹۴      |            |
| دریا                            | ۱۹۹۳      | فیلم کوتاه |
| به سوی غرب                      | ۱۹۹۳      |            |
| فقط بهشت می‌داند                 | ۱۹۹۲      | فیلم کوتاه |
| توالت عمومی                     | ۱۹۹۲      | فیلم کوتاه |

فیلم و مجموعهٔ تلویزیونی:
| نام فیلم                                | سال تولید    | توضیحات                                  |
| --------------------------------------- | ------------ | ---------------------------------------- |
| تفنگدارها                               | ۲۰۱۵         |                                          |
| ورا                                     | ۲۰۱۳         |                                          |
| دکتر هو                                 | ۲۰۱۳         |                                          |
| مرلین                                   | ۲۰۱۲         |                                          |
| بازی تاج و تخت                          | ۲۰۱۲ تا ۲۰۱۵ | وی در فصل‌های ۲٬۳٬۴٬۵٬۶٬۷٬۸ بازی کرده‌است. |
| تایتانیک: خون و فولاد                   | ۲۰۱۲         | مینی سریال                               |
| نجات تایتانیک                           | ۲۰۱۲         |                                          |
| حمله متقابل: عملیات سپیده‌دم             | ۲۰۱۱         |                                          |
| کملوت                                   | ۲۰۱۱         |                                          |
| دربه‌درها                                | ۲۰۱۱         |                                          |
| خیابان                                  | ۲۰۰۹         |                                          |
| نمایش کاترین تیت                        | ۲۰۰۷         |                                          |
| Anner House                             | ۲۰۰۷         |                                          |
| نورثنگر ابی                             | ۲۰۰۷         |                                          |
| The Wild West                           | ۲۰۰۷         | مینی سریال                               |
| پس از مرگ                               | ۲۰۰۷         |                                          |
| قانون مورفی                             | ۲۰۰۶         |                                          |
| Showbands II                            | ۲۰۰۶         |                                          |
| هتل بابل                                | ۲۰۰۶         |                                          |
| درمانگاه                                | ۲۰۰۵         |                                          |
| Showbands                               | ۲۰۰۵         |                                          |
| Prime Suspect                           | ۲۰۰۳         | مینی سریال                               |
| Final Demand                            | ۲۰۰۳         |                                          |
| جامانده                                 | ۲۰۰۲         |                                          |
| آتیلا                                   | ۲۰۰۱         | مینی سریال                               |
| قلب سرکش                                | ۲۰۰۱         | مینی سریال                               |
| A Likeness in Stone                     | ۲۰۰۰         |                                          |
| آر کی او ۲۸۱                            | ۱۹۹۹         |                                          |
| Too Rich: The Secret Life of Doris Duke | ۱۹۹۹         |                                          |
| Shooting the Past                       | ۱۹۹۹         |                                          |
| نابودی به خاطر یک رقصنده                | ۱۹۹۸         |                                          |
| پلیس ۲۰۲۰                               | ۱۹۹۷         |                                          |
| گردن کلفت‌ها                             | ۱۹۹۴–۱۹۹۵    |                                          |
| رخنه‌گر                                  | ۱۹۹۵         |                                          |
| جانور بیچاره در باران                   | ۱۹۹۳         |                                          |
| یک مشت ستاره                            | ۱۹۹۳         |                                          |